# Idaea filicata
Idaea filicata är en fjärilsart som beskrevs av Jacob Hübner 1798. Idaea filicata ingår i släktet Idaea och familjen mätare. Inga underarter finns listade i Catalogue of Life.

## Bildgalleri

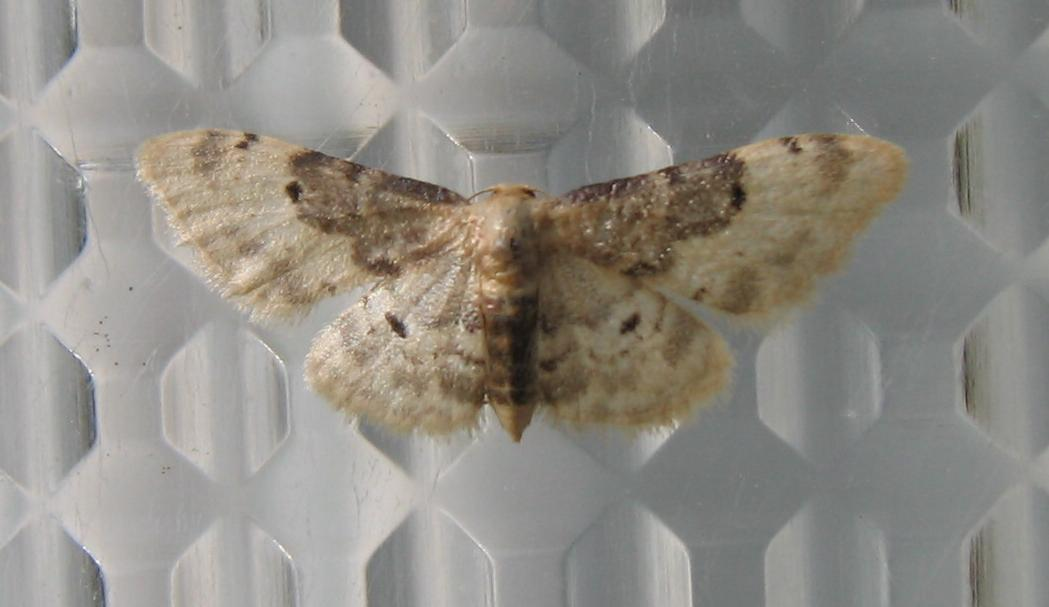